# 圖巴
圖巴是西非國家科特迪瓦西部的城鎮，也是巴芬區的首府，位於首都阿比讓西北680公里，接近鄰國幾內亞，鎮內有醫院、公共衛生研究所、健康中心、藥房和機場設施，居民主要從事農業，2007年人口為28,259。